# Pyraminx
Pyraminx er et regulært tetraeder "twisty puzzle" i stil med Rubiks terningen. Den blev lavet og patenteret af Uwe Mèffert efter den originale 3-lags Rubik's Cube af Ernő Rubik, og introduceret af Tomy Toys of Japan i 1981. Målet med pyraminxen er at få alle sider til at kun have en farve hver.